# Історія трубопровідного транспорту в Україні
Історія трубопровідного транспорту в Україні — частина історії техніки в Україні та Європі.

## Трубопровідний транспорт нафти і газу
Див. також Історія транспортування нафти, нафтопродуктів і природного газу
Розвиток трубопровідного транспорту нафти та нафтопродуктів в Україні тісно пов'язаний із становленням і зростанням нафтовидобувної та нафтопереробної галузей, а також із стратегічним розташуванням країни як транзитного коридору для експорту енергоресурсів.
У 1924—1929 роках на території України споруджено перші магістральні газопроводи: «Дашава — Стрий», «Дашава — Дрогобич», «Дашава — Львів».
Магістральний газопровід «Дашава — Стрий» діаметром 150 мм збудовано у 1924 році. Цей рік вважають роком заснування газової промисловості України, оскільки саме тоді було введено в експлуатацію Дашавське газове родовище.
У 1948 році збудовано газопровід «Дашава — Київ» діаметром труби 500 мм. Його загальна протяжність склала 509,6 км, пропускна здатність — 1,5 млн м3 за добу.
1948 рік прийнято вважати роком заснування газотранспортної галузі України. На той час «Дашава — Київ» був найпотужнішим газопроводом у Європі з пропускною здатністю близько 2 млрд м3 на рік. Він налічував 230 переходів через природні та штучні перепони (24 річки, 36 залізниць, 46 шосейних доріг, 139 боліт і балок). Трасу обслуговували 573 км повітряної лінії зв'язку з 57 селекторними пунктами. Було збудовано 49 будинків лінійних обхідників, створено аварійно-ремонтні пункти (АРП).
У 1951 році газопровід «Дашава — Київ» продовжено через Брянськ до Москви. Його довжина склала 1301 км. Максимальної пропускної здатності 5 млн м3 газу на добу було досягнуто в 1959 році з пуском компресорних станцій у Тернополі, Красилові, Бердичеві й Боярці.
Будівництво нафтопроводів в Україні розпочалося у 1960-х роках XX століття. Першим діючим нафтопроводом став «Долина — Дрогобич» довжиною 58,4 км, введений в експлуатацію у 1962 році. Він був призначений для транспортування нафти з Північно-Долинського родовища на Дрогобицький нафтопереробний завод і став першим прикладом використання української нафти для внутрішньої переробки.
Наступним етапом розвитку стало будівництво першої нитки магістрального нафтопроводу «Дружба» на ділянці «Мозир — Броди — Ужгород», яку було введено в експлуатацію поетапно в 1962—1963 роках. Загальна протяжність на території України склала 684 км. Транспортування нафти забезпечували сім нафтоперекачувальних станцій, а в місті Броди було створено вузол наливу нафти у залізничні цистерни. Проєктна вхідна потужність становила 17,5 млн тонн на рік, а вихідна — 8,5 млн тонн. Нафтопровід призначався для експорту суміші татарської, башкирської та західносибірської нафти до Угорщини, Чехословаччини, а також для відправлення нафти на експорт через порти Одеси та Рені.
У 1970—1974 роках була збудована друга нитка нафтопроводу «Дружба» довжиною 686,5 км і діаметром 720 мм, яка проходила тією ж трасою територією України. Вона використовувала ті самі сім компресорних станцій, що й перша нитка. Із введенням другої нитки загальна проєктна потужність нафтопроводу на вході до України зросла до 55 млн тонн на рік, а на виході — до 26,5 млн тонн.
Із початком розробки нових родовищ у Східній Україні — Леляківського, Гнідинцівського, Прилуцького (Чернігівська область), Качанівського, Бельського та Рибальського (Полтавська область) — та введенням у дію Кременчуцького нафтопереробного заводу у 1966 році було збудовано мережу внутрішніх нафтопроводів: «Гнідинці — Глинсько-Розбишівська», «Мала Павлівка — Глинсько-Розбишівська» та «Глинсько-Розбишівська — Кременчук».
У зв'язку з нарощуванням обсягів видобутку в Чернігівській області у 1972 році було збудовано другу нитку нафтопроводу «Гнідинці — Глинсько-Розбишівська» діаметром 377 мм. Того ж року прокладено магістральний нафтопровід «Кременчук — Херсон» довжиною 555 км і діаметром 720 мм.
Подальше зростання потужностей Кременчуцького та Херсонського НПЗ обумовило будівництво нафтопроводу «Мічурінськ (РФ) — Кременчук», який у 1974 році був введений в експлуатацію. Його довжина становила 757 км, з яких 540 км — на території України. Діаметр — 720 мм, проєктна потужність — 18 млн тонн на рік.
У 1975 році для забезпечення Лисичанського НПЗ була прокладена магістраль «Тихорецьк — Лисичанськ» (діаметр — 720 мм, загальна довжина — 455 км, у межах України — 185,5 км). У зв'язку зі збільшенням обсягів видобутку нафти в Західному Сибіру та необхідністю розширення експортного потенціалу через порти Одеси та Новоросійська, у 1977—1978 роках було введено в дію три нові нафтопроводи: «Самара — Лисичанськ», «Лисичанськ — Кременчук» та «Снігурівка — Одеса». Водночас «Тихорецьк — Лисичанськ» переобладнали для реверсного транспортування в напрямку Новоросійська.
На період 1960—1980 років минулого століття прийшовся активний розвиток газотранспортної системи (ГТС), у результаті чого система стала основним каналом транспортування природного газу в Європу з регіонів його видобутку в колишньому СРСР.
Після введення в експлуатацію Шебелинського газового родо-вища в 1956 році збудовано газопроводи: «Шебелинка — Харків»; «Шебелинка — Дніпропетровськ — Кривий Ріг — Одеса — Кишинів»; «Шебелинка — Білгород — Брянськ»; «Шебелинка — Полтава — Київ»; «Шебелинка — Острогозьке»; «Шебелинка — Слов'янське — Луганськ» та ін.
У 1960 році побудовано газопровід «Дашава — Мінськ», який згодом продовжено до Вільнюса й Риги. Його загальна довжина сяг-нула 1198 км. Інші газопроводи: «Глібовка — Сімферополь — Джанкой — Херсон»; на Прикарпатті: «Угерське — Івано-Франківськ — Чернівці»; «Рудки — Дроздовичі — Польща»; «Рудки — Мінськ — Вільнюс — Рига»; «Дашава — Долина — Ужгород» з продовженням до Словаччини й Угорщини. Наприкінці 1960-х років побудовано газопровід «Єфремівка — Київ — Кам'янка Бузька» та «Диканька — Кривий Ріг».
У 1985 році завершено будівництво другої нитки нафтопроводу «Тихорецьк — Лисичанськ» (185 км у межах України, діаметр — 720 мм). Обидві нитки забезпечували загальну потужність у 34 млн тонн на рік за участі чотирьох НПС, дві з яких розташовувались в Україні.
У 1993 році з метою диверсифікації джерел постачання нафти для українських НПЗ та підвищення транзитного потенціалу України було розроблено техніко-економічне обґрунтування будівництва морського нафтоперевалювального комплексу (НПК) у районі порту «Південний» (м. Одеса) із проєктною потужністю 40 млн тонн на рік. У 1994 році завершено проєктування першої черги потужністю 12 млн тонн, а у 1995 році розпочалося її будівництво разом із нафтопроводом «Одеса — Броди». Термінал «Південний» було введено в експлуатацію в грудні 2001 року, а сам нафтопровід — у травні 2002 року.
У вересні 2005 року запущено першу чергу нафтопроводу «Жулин — Надвірна» на ділянці «Долина — Надвірна». Він приєднав Надвірнянський НПЗ до загальнодержавної трубопровідної системи. Загальна вартість проєкту склала 200 млн гривень, половина з яких профінансована приватними інвесторами. Довжина нафтопроводу — 110 км, проєктна потужність — 4,3 млн тонн на рік. Запуск цього об'єкта дозволив значно знизити екологічні ризики за рахунок скорочення перевезень нафти залізничним транспортом.

## Трубопровідний транспорт твердих матеріалів
Див. також Гідравлічний транспорт твердих матеріалів
Дослідження трубопровідного гідравлічного транспорту твердих матеріалів в Україні здійснював з 1960-х років Донецький державний науково-дослідний вугільний інститут‎. Реалізовані проєкти — гідротранспорт вугілля на гідрошахтах Донбасу.
У подальшому дослідження і розробка технологій трубопровідного гідравлічного транспорту твердих матеріалів здійснювало АТЗТ НВО «Гаймек» («Хаймек») з партнерами — Донецьким національнийм технічним університетом.
Зокрема, у кінці ХХ — на початку ХХІ ст. велася розробка наукових основ і технологій, а також впровадження у різних галузях промисловості:
- гідравлічного трубопровідного транспорту твердих сипких матеріалів (вугілля, руд чорних і кольорових металів та концентратів руд, будівельних матеріалів, сировини для хімічної промисловості, промислових відходів та золошлаків теплових електростанцій тощо), а також розчинів;
- високонапірних відцентрових та поршневих насосів, у тому числі насосів для перекачування гідросумішей різного ступеня диспергування твердих матеріалів, зокрема вугілля, а також камерних (шлюзових) завантажувальних апаратів, ерліфтів, високонапірних секційних насосів для шахтного водовідливу та іншого гідравлічного обладнання;
- розробка та створення ерліфтно-земснарядних комплексів для видобутку піску, сапропелю та інших донних відкладів у річках, озерах та болотах, а також розчистки природних та штучних водоймищ;
- водовугільного палива (ВВП) — штучної композиційної паливної системи (суспензії), що створюється на основі особливим чином розмеленого вугілля будь-яких марок, високозольних вугільних шламів (відходів збагачення), що складають до 70 % за масою, а також води або будь-якої горючої рідини та 0,5—1,5 % хімічних домішок — пластифікаторів. Реалізований проєкт — Вуглепровід Бєлово – Новосибірськ;
- вдосконалення технології та розробка ефективного обладнання для виготовлення і регенерації бурових розчинів з метою підвищення швидкості та зменшення вартості проходження бурових свердловин.
- розроблена інноваційна технологія суміщеного процесу «масляна агломерація — гідротранспорт» — для магістрального гідротраспортування енергетичного і коксівного вугілля.